# Camponotus howensis
Camponotus howensis é uma espécie de inseto do gênero Camponotus, pertencente à família Formicidae.